# Glee: The Music, Volume 7
Glee: The Music, Volume 7 je jedenácté soundtrackové album z amerického televizního seriálu Glee. Bylo vydáno 6. prosince 2011 přes Columbia Records.

## Informace o albu
Bylo ohlášeno, že album vyjde na standardní a deluxe edici, ale objevila se pouze standardní edice alba s patnácti písněmi, skládajících se ze šestnácti cover verzí písní (jedna písní je mashup dvou různých písní od zpěvačky Adele). Další verzi alba s přidanými pěti písněmi, tedy dohromady dvaceti začala prodávat společnost Target, ale tato verze nebyla označena jako deluxe edice.

## Ohlasy
Heather Phares ze serveru Allmusic dala albu hodnocení tři hvězdičky z pěti. Napsala že "hudba v seriálu je stejně spolehlivá jako vždy, mix tradičních písní oblíbených sbory s některými písněmi, které se zdají být riskantní, ale jsou pojaté dobrým způsobem".

## Tracklist
| Číslo skladby | Název skladby                               | Autoři skladby                                                                            | Původní interpret(i)       | Délka |
| ------------- | ------------------------------------------- | ----------------------------------------------------------------------------------------- | -------------------------- | ----- |
| 1             | "You Can't Stop the Beat"                   | Marc Shaiman, Scott Wittman                                                               | muzikál Hairspray          | 3:43  |
| 2             | "It's Not Unusual"                          | Les Reed, Gordon Mills                                                                    | Tom Jones                  | 2:05  |
| 3             | "Somewhere" (featuring Idina Menzel)        | Leonard Bernstein, Stephen Sondheim                                                       | muzikál West Side Story    | 2:51  |
| 4             | "Run the World (Girls)"                     | Terius Nash, Beyoncé Knowles, Wesley Pentz, David Taylor, Adidja Palmer, Nick van de Wall | Beyoncé                    | 3:59  |
| 5             | "Fix You"                                   | Chris Martin, Jonny Buckland, Guy Berryman, Will Champion                                 | Coldplay                   | 4:35  |
| 6             | "Last Friday Night"                         | Katy Perry, Lukasz Gottwald, Max Martin, Bonnie McKee                                     | Katy Perry                 | 3:48  |
| 7             | "Uptown Girl"                               | Billy Joel                                                                                | Billy Joel                 | 3:01  |
| 8             | "Tonight"                                   | Leonard Bernstein, Stephen Sondheim                                                       | z muzikálu West Side Story | 2:51  |
| 9             | "Hot for Teacher"                           | Eddie Van Halen, David Lee Roth, Michael Anthony, Alex Van Halen                          | Van Halen                  | 4:46  |
| 10            | "Rumour Has It / Someone Like You"          | Adele, Ryan Tedder / Adele, Dan Wilson                                                    | Adele                      | 3:39  |
| 11            | "Girls Just Want to Have Fun"               | Robert Hazard                                                                             | Cyndi Lauper               | 2:42  |
| 12            | "Constant Craving" (featuring Idina Menzel) | k.d. lang, Ben Mink                                                                       | k.d. lang                  | 3:48  |
| 13            | "ABC"                                       | The Corporation                                                                           | The Jackson 5              | 2:54  |
| 14            | "Control"                                   | Tames Harris III, Terry Lewis, Janet Jacksonová                                           | Janet Jacksonová           | 3:54  |
| 15            | "Man in the Mirror"                         | Siedah Garrett, Glen Ballard                                                              | Michael Jackson            | 4:07  |

### Target Exclusive Tracks
| Číslo skladby | Název skladby                               | Autoři skladby                                                                            | Původní interpret(i)       | Délka |
| ------------- | ------------------------------------------- | ----------------------------------------------------------------------------------------- | -------------------------- | ----- |
| 1             | "You Can't Stop the Beat"                   | Marc Shaiman, Scott Wittman                                                               | muzikál Hairspray          | 3:43  |
| 2             | "It's Not Unusual"                          | Les Reed, Gordon Mills                                                                    | Tom Jones                  | 2:05  |
| 3             | "Somewhere" (featuring Idina Menzel)        | Leonard Bernstein, Stephen Sondheim                                                       | muzikál West Side Story    | 2:51  |
| 4             | "Run the World (Girls)"                     | Terius Nash, Beyoncé Knowles, Wesley Pentz, David Taylor, Adidja Palmer, Nick van de Wall | Beyoncé                    | 3:59  |
| 5             | "Fix You"                                   | Chris Martin, Jonny Buckland, Guy Berryman, Will Champion                                 | Coldplay                   | 4:35  |
| 6             | "Last Friday Night"                         | Katy Perry, Lukasz Gottwald, Max Martin, Bonnie McKee                                     | Katy Perry                 | 3:48  |
| 7             | "Take Care of Yourself" (bonusový track)    | Teddy Thompson                                                                            | Teddy Thompson             | 3:13  |
| 8             | "Uptown Girl"                               | Billy Joel                                                                                | Billy Joel                 | 3:01  |
| 9             | "Tonight"                                   | Leonard Bernstein, Stephen Sondheim                                                       | z muzikálu West Side Story | 2:51  |
| 10            | "Hot for Teacher"                           | Eddie Van Halen, David Lee Roth, Michael Anthony, Alex Van Halen                          | Van Halen                  | 4:46  |
| 11            | "Rumour Has It / Someone Like You"          | Adele, Ryan Tedder / Adele, Dan Wilson                                                    | Adele                      | 3:39  |
| 12            | "Perfect" (bonusový track)                  | Pink, Max Martin, Shellback                                                               | Pink                       | 3:30  |
| 13            | "I'm the Only One" (bonusový track)         | Melissa Etheridge                                                                         | Melissa Etheridge          | 4:25  |
| 14            | "Girls Just Want to Have Fun"               | Robert Hazard                                                                             | Cyndi Lauper               | 2:42  |
| 15            | "I Kissed a Girl" (bonusový track)          | Katy Perry, Lukasz Gottwald, Max Martin, Cathy Dennis                                     | Katy Perry                 | 2:59  |
| 16            | "Constant Craving" (featuring Idina Menzel) | k.d. lang, Ben Mink                                                                       | k.d. lang                  | 3:48  |
| 17            | "Red Solo Cup" (bonusový track)             | Brett Beavers, Jim Beavers, Brad Warren, Brett Warren                                     | Toby Keith                 | 3:41  |
| 18            | "ABC"                                       | The Corporation                                                                           | The Jackson 5              | 2:54  |
| 19            | "Control"                                   | Tames Harris III, Terry Lewis, Janet Jacksonová                                           | Janet Jacksonová           | 3:54  |
| 20            | "Man in the Mirror"                         | Siedah Garrett, Glen Ballard                                                              | Michael Jackson            | 4:07  |

## Interpreti
- Dianna Agron
- Chris Colfer
- Darren Criss
- Jane Lynch
- Jayma Mays
- Kevin McHale
- Lea Michele
- Cory Monteith
- Heather Morris
- Matthew Morrison
- Amber Riley
- Naya Rivera
- Mark Salling
- Harry Shum mladší
- Jenna Ushkowitz

### Hostující interpreti
- Grant Gustin
- Damian McGinty
- Idina Menzel
- Chord Overstreet

### Vokály
- Adam Anders
- Alex Anders
- Nikki Anders
- Kala Balch
- Emily Benford
- Ben Bram
- Brock Baker
- Ravaughn Brown
- Alvin Chea
- Kamari Copeland
- Tim Davis
- Robert Dietz
- Luke Edgemon
- Jon Hall
- Storm Lee
- David Loucks
- Eddy Martin
- Curt Mega
- Jeanette Olsson
- Zac Poor
- Jemain Purifoy
- Drew Ryan Scott
- Onitsha Shaw
- Windy Wagner
- Trevor Wesley

## Umístění v hitparádách
| Hitparáda (rok 2011) | Umístění |
| -------------------- | -------- |
| Mexican Albums Chart | 58       |